# NGC 7075
NGC 7075 este o radiogalaxie situată în constelația Cocorul. A fost descoperită în 4 septembrie 1834 de către John Herschel. Se află la o distanță de 72,7 de megaparseci de Pământ.